# كالسيت
الكالسيت أو الكَلسِيت هو معدن كربوناتي يتكون من كربونات الكالسيوم CaCO3، وهي مادة صلبة متجانسة غير عضوية تكونت بفعل عوامل طبيعية. وغالبًا ما تكون شفافة اللون.
الأشكال المتعددة الأخرى لكربونات الكالسيوم هي معادن الأراجونيت والفاتيريت.سيتغير الأراجونيت إلى الكالسيت على مدار فترات زمنية من أيام أو أقل عند درجات حرارة تتجاوز300 درجة مئوية، ويكون الفتيريت أقل استقرارًا.

## التأثيل
الكالسيت مشتق من الكلمة الألمانية Calcit، وهو مصطلح صِيغ في القرن التاسع عشر من الكلمة اللاتينية للجير، كالكس (الكالس المضاف) مع اللاحقة -ايت المستخدمة لتسمية المعادن.ومن ثم فهو مرتبط اشتقاقيًا بالطباشير.
عندما يستخدمة علماء الآثار والمتخصصين في تجارة الأحجار، فإن مصطلح المرمر لا يستخدم فقط في الجيولوجيا وعلم المعادن، حيث يقتصر على مجموعة متنوعة من الجبس؛ ولكن أيضًا لمجموعة متنوعة شبه شفافة من رواسب الكالسيت ذات الحبيبات الدقيقة.

## خلية الوحدة ومؤشرات ميلر
في المنشورات، مجموعتان مختلفتان من مؤشرات Miller تستخدم لوصف الاتجاهات في بلورات الكالسيت - النظام السداسي بثلاثة مؤشرات h و k و l والنظام المعيني مع أربعة مؤشرات h و k و l و i. للإضافة إلى التعقيدات، يوجد أيضًا تعريفان لخلية الوحدة للكالسيت. الأولى، وهي خلية وحدة «مورفولوجية» أقدم، استُنتجت بقياس الزوايا بين وجوه البلورات والبحث عن أصغر الأرقام المناسبة. حُددت في وقت لاحق خلية وحدة «هيكلية» باستخدام علم البلورات بالأشعة السينية. تحتوي خلية الوحدة المورفولوجية على أبعاد تقريبية a = 10 Å و c = 8.5 Å ، بينما بالنسبة لخلية الوحدة الهيكلية فهي = 5 Å و c = 17 Å. لنفس الاتجاه، يجب ضرب c في 4 للتحويل من الوحدات المورفولوجية إلى الوحدات الهيكلية. على سبيل المثال، يُعطى الانقسام على أنه «مثالي على {1 0 1}» في الإحداثيات المورفولوجية و «مثالي على {1 0 1 4}» في الوحدات الهيكلية. (في المؤشرات السداسية، تكون هذه {1 0 1} و {1 0 4}.) دائمًا ما تُعطى أشكال التوأمة والانقسام والكريستال بوحدات شكلية.

## الصفات الطبيعية للمعادن
لكي تتعرف على المعدن وتميزه عن غير- في الحقل أو المعمل - يجب الإلمام ببعض الصفات الطبيعية والتي يمكن تلخيص أهما في ما يلي:

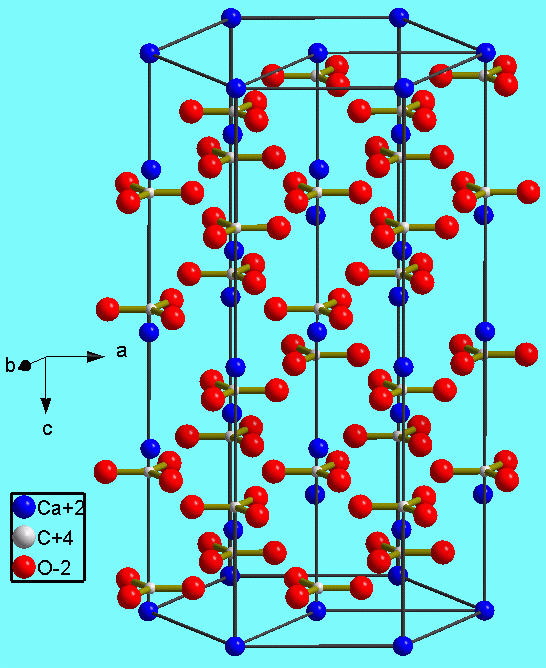
الشكل الكريستالى للكالسيت

### خواص بصرية
وهذه الخواص البصرية (optical properties) وكما تدل التسمية تعتمد على الضوء ومن أمثلتها:
1. اللون color أصفر
2. البريق luster لا فلزي زجاجي
3. لون المسحوق أو المخدش streak
4. الشفافية transparency

### خواص تماسكية
وهذه الخواص (cohesive properties) تعتمد على مدى تماسك جزيئات مادة المعدن ومدى مرونتها ومن أمثلتها:
1. الصلابة hardness 3 في مقياس العالم موهس للصلابة
2. الانفصام cleavage معيني
3. المكسر fracture مسنن
4. التماسكية fenacity

### خواص حسية
وهذه الخواص (sense properties) تعتمد على بعض الحواس ومن أمثلتها:
1. الرائحة odour
2. اللمس feel
3. المذاق taste

### الكثافة النوعية
وهذه الصفة تعني كثافة المعدن منسوب إلى كثافة الماء (specific gravity).

### الصفات المغناطيسية والكهربائية والانصهارية والإشعاعية
وهذه الخواص تتوقف على قابلية المعدن على المغنطة أو على التوصيل الكهربائية أو على الانصهار أو الإشعاع

#### اللون
في الحقيقة إن لون المعدن هي الخاصية الأولى التي تلفت نظر الإنسان ويعتمد لون المعدن على قدرته على امتصاص بعض مكونات الضوء الأبيض وعكس البعض الأخر فيبدو المعدن الكبريتي اصفر اللون مثلا لأنه عكس موجات الأشعة الصفراء من مجموعة الموجات المكونة للضوء الأبيض. فإذا لم يكن هناك امتصاص للضوء فالمعدن يكون عديم اللون.
ومن المعادن التي لها لون ثابت مميز (اخضر للملاكايت Malachite, ازرق للازورايت Azurite , واصفر ذهبي للكبريتPyrite , اسود للجرافيت Graphyte, احمر للسينيبارcinnaber).
ومن المعادن التي ليس لها لون ثابت، أي أنها تظهر بألوان مختلفة. وسبب اختلف اللون للمعدن الواحد لاحتوائه على كميات متفاوتة من المواد (الشوائب) الملونة أو مواد دخيلة على تركيب المعدن الكيميائي. ومن أمثلتها المعروفة معدن الكوارتزQuartz .
فإذا كان معدن الكوارتز نقيا فيكون شفافا عديم اللون. وهناك أنواع عديدة غير نقيه من الكوارتز تظهر بألوان مختلفة مثل الكواترز الواردي Rose Quartz والتي تحتوي على شوائب من المنجنيز أما الكوارتز البنفسجي اللونamethyst فانه يحتوي على شوائب من اكاسيد الحديد.
هناك بعض الصفات المختلفة المتعلقة باللون لكنها محصورة منها:
1. لعب الألوان play of color وهو تغير لون المعدن بتغير الزاوية التي ينظر إليها ومن أمثلتها الموجودة في الماس Diamond واللابرادوريت labrodorite .
2. اللألأة opalescence كما في معدن الأوبال Opal .
3. التضوءluminescence وهو إن يصدر المعدن ضوء وهاجا بلون معين قد يختلف عن لون المعدن الأصلي بعد تعرضع لطاقة خارجية مثل الأشعة فوق البنفسجية ومن أمثلة ذلك معدن الكالسيت Calicite.
4. الصدء tarnish وذلك بأن يتغطى المعدن بنواتج أكسدة مختلفة عن لون المعدن الأصلي.

#### البريق
هي المظهر الذي يبديه سطح المعدن في الضوء المنعكس عليه ويمكن تقسيم البريق (Luster) للمعادن إلى ثلاثة أنواع علما بأنه حد فاصل بينهما وهذه الأنواع هي:
- البريق الفلزي

وهو البريق الذي تظهره المعادن الفلزية مثل: الذهب -الفضة -البلاتين وبعض المعادن الكبريتيديه تعطي هذا النوع مثل معدن (البيريت) و (الجالينا).
- البريق تحت الفلزي Submetalic Luster:

وهذا البريق شبيه بالبريق الفلزي ولكنه اضعف منه وهو مميز في المعادن الاكسيديس مثل معدن الهيماتيت.
- البريق اللافلزيNonmclattic Luster:

ويشمل هذا النوع من البريق المعادن الفاتحة اللون، والشفافة، ويكون مخدشها أما عديم اللون أو فاتح.
- بريق زجاجي: Glassy

يشبه بريق الزجاج مثل الكاوارتز Quartz.
- بريق لؤلؤيPearly:

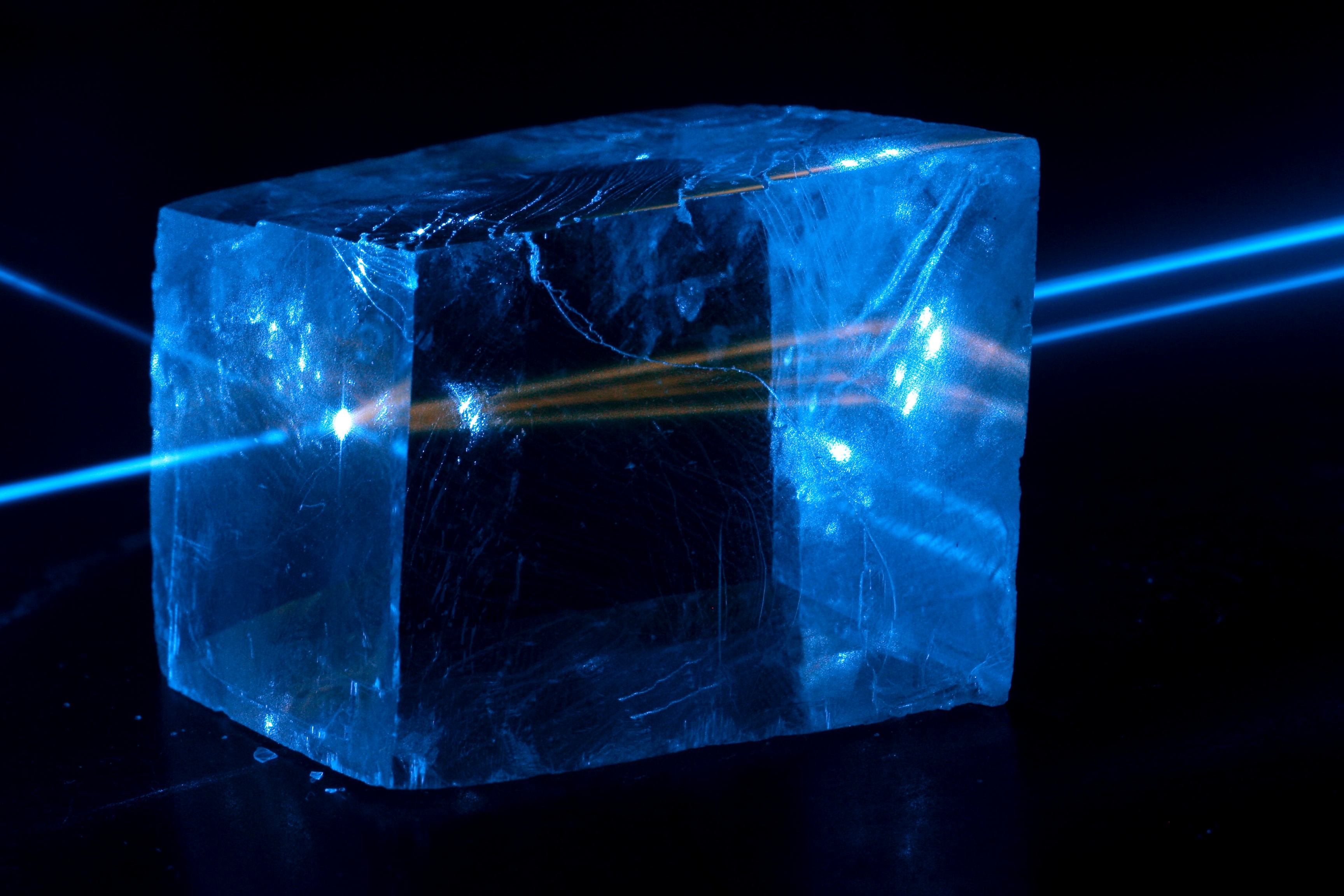
عرض الانكسار في الكالسيت باستخدام 445 نانومتر ليزر

يشبه لمعان اللؤلؤ مثل التلك أوالجبس Cypsum ،Talc.
- بريق حريري: Silky

يشبه لمعان الحرير مثل الأسبستس Aasbestos المالاكايت Malachite.
- بريق صمغي:.Resinous

يشبه اللمعان المنعكس من على سطح الصمغ والكهرمان مثل الكبيرت Sulfur السفاليرايت Sphaleritc.
1. بريق ماسي adonaxtine مثل الماس Diamond .
2. بريق زفتي pitchy مثل الباتشيلند pitchblends
3. بريق ترابيearthy وهذا البريق عندما يكون سطح المعدن غير براق مثل البوكسيت، الكاولين
4. المخدش:streak

وتعرف بانها لون مسحوق المعدن
وخاصية المخدش تساعد كثيرا على المعادن التي تشترك في لون واحد.
فمثلا بعض عينات الماجنتيت mgnetite ومعدن الهيمالتيت hematite تكون سوداء اللون ولكن مخدشها يختلف حيث يكون الميجانتيت اسود أيضا في حين يكون مخدش الهيماتيت احمر (لا تستطيع الحصول على مخدش المعادن الصلبة أعلى من 6)لأنها لا تخدش لوحة الخزف لذا فخاصية المخدش معينة غالبا
في حالة المعادن ذات البريق الفلزي فقط ولا تعتمد عليها من التفرق بين المعادن ذات البريق اللافلزي.
- الشفافية transparency

هي قدرة المعدن على تمرير الضوء من خلال سمك معقول منها.

حيث يطلق على المعادن التي تسمح رؤية الأجسام من خلالها بوضوح تام اسم المعدن الشفاف transparent مثل معدن الكوارتز والجبس النقي.

أما إذا ظهرت الأجسام خلف المعدن بصورة غير واضحة المعالم فيطلق على المعدن اسم نصف شفاف translucentمثل الكوراتز المدخن الأوبال والجبس.
أما إذا كان المعدن لا يسمح بمرور الضوء بتاتاً فيطلق عليه اسم المعدن المعتم opaque مثل البيريت والجالينا والجرافيت.

### الخواص التماسكية
(بالإنكليزية: cohesive properties)

#### الصلادة
الصلادة (بالإنكليزية: hardness) هي مقدار المقاومة التي يبديها المعدن إذا ما تعرض إلى الخدش أو تآكل وهي من الصفات الفيزيائية المهمة المميزة لكثير من المعادن.
وقد اختار العالم النمساوي MOH عشرة معادن ورتبها ترتيب تصاعدي مبتدئا بالمعدن الأقل صلابة وهو معدن التلك وتنتهي بالمعدن الأصلب
وفي ما يلي مقياس موهس للصلادة:Moh's scale of hardness
1. التلك Talc
2. الجبس Gypsum
3. الكالسيت Calcite
4. الفلورايت Fluorite
5. الاباتيت Apatite
6. الارثوكليز Orthoclase
7. كوراتزQuartz
8. التوبازTopaz
9. الكورندوم Gorundum
10. الماسDiamond

وعادة ما نقوم بتحديد صلادة المعدن بصفه تقريبية باستخدام ظفر الإصبع (2.5).
أو قطعة النقود (3,5) أو قطعة الزجاج (5) أو سكين صلب (6,5) ويمكن بعد ذلك اختيار المعدن المناسب من المقياس لتحديد الصلادة بصورة أكثر دقة.
مثلاً معدن البيريت pyrite فنراه يخدش الاورتوكليز (6) ولكنه لا يخدش معدن الكوارتز (7) نستدل أن الصلادة هي ما بين 6 – 7 أي مقاربة إلى 6,5

### الانفصام
وتعني هذه الخاصية (بالإنكليزية: cleavage) عن قابلية المعدن على التشقق أو الانفصام بسهولة في اتجاهات معينة إذا ما طرق خفيف وينتج عنة هذه عملية التشقق سطوح جديدة تعرف بمستويات الانفصام (cleavage planes). وغالبا ما تكون أسطح الانفصام مستوية وملساء ومتوازية وتعكس مستويات الضعف الناتج عن وهي الروابط بين عناصر التركيب الذري الداخلي للمعدن.
وتنقسم المعادن في عدد مختلف من المستويات:
1. معادن ذات مستوى انفصام واحد مثل المايكا (Mica)
2. معادن ذات مستويين للانفصام مثل الهورنبلند (Hornblende)
3. معادن ذات ثلاث مستويات للانفصام متعامدة مثل الجالينا (Galena)
4. معادن بها أكثر من ثلاث مستويات (مثل 4 مثل الفولارايت او6 مثل الاسفاليريت)
5. معان ليس بها انفصام مثل الكوارتز والأولفين.

وينفصم المعدن نتيجة دقة أو ضغطة في اتجاه معين بواسطة نصل سكينه حاده وعندئذ يوصف تبعاً لصعوبة أو سهولة حدوث واكتمال الانفصام وكالآتي:
- انفصام كامل (واضح) perfect cleavage
- انفصام غير كامل (غير واضح) imperfect cleavage
- الانفصال parting

خاصية الانفصال تشبة خاصية الانفصام من أنها مستويات ضعف أيضا ولكنها تختلف عن الانفصام بأنها عموما لا تتكون نتيجة للبناء الذري الداخلي للمعدن بل لكون نتيجة لعوامل خارجية مثل الضغط وقد تكون لوجود شوائب داخل المعدن لذلك فان خاصية الانفصال لا تكون بأي حال من الأحوال من الصفات المميزة للمعدن.

#### المكسر
تعرف خاصية المكسر (بالإنكليزية: fracture) بأنها شكل أو هيئة السطح الناتج عن كسر المعدن في مستويات هي غير مستويات الانفصام والانفصال، ويوصف المكسر بعدد من الأوصاف منها.
- المكسر المحاري:Conchoidal

وفيه يشبة سطح المكسور خطوط النمو في أصداف المحارات حيث أنها تكون خطوط مقوسة تحيط بعضها وتشترك بمركز واحد مثل الصوان flint والاوبسيديان obsidian والكوارتز quarts.
- المكسر المسنن Haclely

حيث سطح المكسر مسنن وفيه حافات حادة ومدببة كما في حالة الخشب المكسور ومثال ذلك النحاس الطليق native copper
- المكسر المستوي Even

يبدو السطح مستويا تقريبا ويوجد هذا معادن قليله منها الجالينا galena .
- المكسر غير المستوي:Uneven

عندما يظهر سطح المكسر غير منتظم أو غير مستوي - سطح خشن عليه بعض النتوءات - وهذه الخاصية منتشرة كثيرا في معظم المعادن.
- المكسر التراب Earthy :

سطح غير منتظم يعطي بواسطة المعادن الترابية مثل الكاولين البوكسيت.

#### التماسكية
وهذه الخاصية (بالإنكليزية: Tenacity) هي مقاومة المعدن للطرق والكسر والطحن واللوي والسحب.
وتعتمد على قوت الترابط بين ذرات المعدن في تركيبه الداخلي.
- قصيفه هش Brittle

حيث يتكسر المعدن بسهوله مثل الكبريت والفلوريت.
- لين Sectile

قابل للقطع بسكين مثل الجرافيت والجبس.
- قابل للطرق والسحب Ductile :

حيث يمكن طرقه إلى الوح الرقيقه أو سحبه إلى اسلاك مثل النحاس والذهب والفضة.
- مرن Elastic:

يمكن تثنية ثم يعود إلى حالته الأولى بزوال المؤثر مثل البيوتايت والمسكوفيت والإسبستس.
- لدن Rlastic :

يمكن تثنية دون أن ينكسر ويستمر مثني بعد زوال المؤثر مثل التلك.

### الخواص الحسية
هناك خواص تعتمد على حواس الإنسان (بالإنلكيزية: Sence properties) ولو أنها ليست شائعة أو مميزه في كثير من الحالات إلا أنها تكون في بعض الحالات مميزة وتساعد على المتعرف على أنواع المعادن وهذه الصفات هي:

### الملمس
لبعض المعادن ملمس خاص يشعر به الإنسان ويمكن إن يميز هذه المعادن مثل:
1. الملمس الذهني، أوالصابوني Soapy, Greasy مثل التلك Talc
2. الملمس البارد Cold مثل النحاس الطليق والفضة الطليقة.
3. الملمس الخشن Harsh مثل البوكسيت Bauxite
4. الملمس الناعم Smooth مثل الاوبال Opal

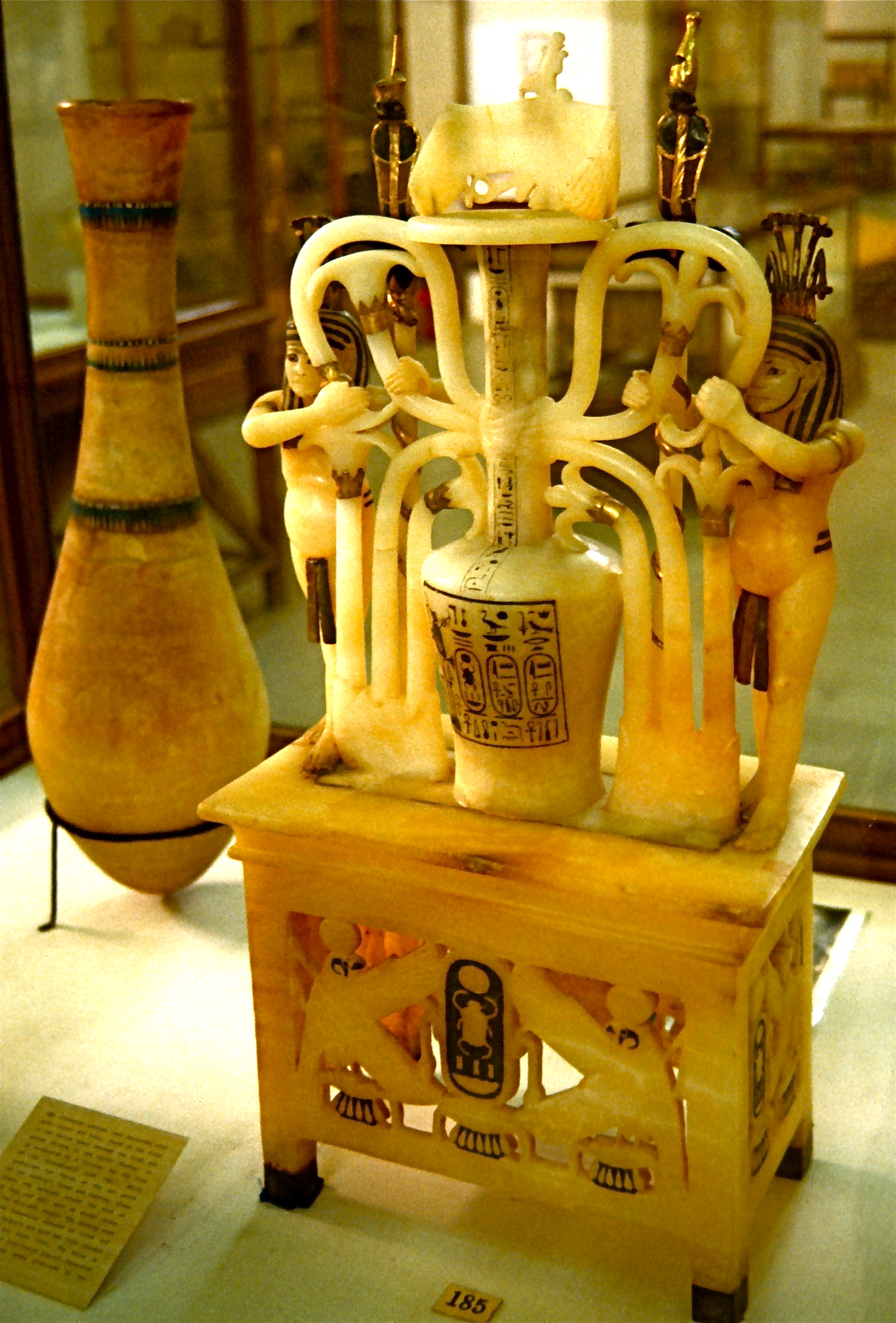
أحدى الجرار العطور المصنوعة من الكالسيت أو المرمر من مقبرة توت عنخ آمون ، د. 1323 ق

### الرائحة
تعطي بعض المعادن رائحة خاصة عندما تتعرض للاحتكاك أو التسخين أو الطرق أو الترطيب بالماء.
- رائحة طينية Argillaceows

مثل التي تنبعث من الكاولين kaolin عندما يبلل بالماء أو يتنفس عليه.
- رائحة الثوم garlic smell

مثل التي تنبعث عن تسخين المعادن الحاوية للزرنيخ وعند طرق معدن الارزنيوبيريت arsenopyrite.
- رائحة كبيريتيه sulphurous:

وتنبعث عن تسخين الكبريت أو الطرق على معادن الكبريتدات مثل البيريت pyrite.
- رائحة قطرانية lituminous:

وتميز بعض المعادن ذات المحتوى العضوي.
- رائحة عفنه fetial:

وهذه تنبعث من بعض الأحجار الجيرية عند تسخينها.

### المذاق
عدد من المعادن التي لها قابلية الذوبان بالماء تعطي طعم مميزا لها فهي تميز عدد قليلاً من المعادن ولا يجب عليك محاولة تذوق أي معدن ملون (اكثرها سام) فقط المعادن العديمة اللون أو البيضاء ومن أنواع المذاق المميز ما يلي:
- مذاق ملحي saline مثل الهاليت Halite .
- مذاق قلوي alkaline مثل النترون Natron
- مذاق مرطب cooling مثل النيترانيت Ntratite
- مذاق قايض astringent مثل الشب Alum
- مذاق مر litter مثل الايسوميت Epsonite

### الكثافة النوعية
هي تغير عن ثقل المعدن وتساوي نسبة وزن معين منه إلى وزن حجم مساو له من الماء وتتراوح الكثافة النوعية من حوالي 2جم/سم3 في الجرافيت إلى أكثر من 20 كجم / سم3 في البلاتين.
كثافة المعدن النوعية = وزن القطعة في الهواء / وزنها في الهواء - وزنها في الماء= ---- جم / سم3
حاول إن تدرب يدك على الكثافة النوعية التقريبية وباستخدام تغيرات بسيطة مثل:
خفيف light وكثافة بين 2-2.5 جم/ سم3 مثل الجرافيت
متوسط average وكثافة بين 2.6-3.5 جم/سم3 مثل الكالسيت
ثقيل heavy وكثافة بين 4.5-6 جم/سم3 مثل البارايت
ثقيل جداً very heavy وكثافة بين أكثر من 6 جم/سم3 مثل الجالينا.

## التصنيفات

### الصفات المغناطيسية
كثير من المعادن خواص مغناطيسية مختلفة يمكن على أساسها فعلها مع بعضها من بعضها استخدام أجهزة خاصة، لكن في مجال دراستنا هنا نقتصر على استخدام المغناطيسية اليدوية العادية loar magnet - ومنه نجد إن معدن المجنتيت ينجذب إلى المغناطيس يجدب أيضا براده الحديد أو فتاتا مع نفس المعدن.
أما المعادن الأخرى فلا ينجذب منها للمغناطيس الابيروتيت pyrrhotite ونستخدم هذه الخاصية في التفريق بينه وبين البيريت والجديد بالذكر بان هناك نوعية من المجنتيت تسمى لودستون lodestone تغير من المغانيط الطبيعية التي لها قوة جذب كبيرة ولها أقطاب المغناطيس الحقيقي.

### الصفات الكهربائية
بعض المعادن جيدة التوصيل للكهرباء مثل (النحاس- الذهب - الفضة- معادن الكبريتيدات)، وبعضها ردئ (معادن السيليكات).

### النشاط الاشعاعي
تمتاز معادن اليورانيوم - والتوريوم بصفة خاصة بإطلاق نشاط إشعاعي يمكن تسجيله باستخدام أجهزه خاصة.

### درجة الإنصهار والقابلية للصهر
ونستخدم هذه الصفة لتمييز بعض المعادن للفلزات
فمن المعروف ان الفضة تنصهر عند 900درجة مئوية والذهب عند 1062درجة مئوية والبلاتين عند 1755 درجة مئوية.

## الذوبان في الماء
بعض المعادن يمكنها الذوبان في الماء
والبعض الأخر لا يمكنه الذوبان في الماء.
يختزن باطن الأرض الكثير من المعادن المختلفة التي تعتبر أساسية في الصناعة المعدنية وتنتشر هذه المعادن على شكل فلزات ممزوجة بمواد أخرى كالكبريت أو الكلور أو الأكسجين الخ … كما قد تكون عروقاً صافية.
وقد تبين لنا أن ما يطلق عليه اسم الصخور هو مجموعات من المواد المعدنية التي تكون القشرة الأرضية.
مع أنه توجد صخور كثيرة تتكون من مادة معدنية واحدة مثل تلك التي توجد بكثرة في منطقة جبال الألب والتي تعطينا الرخام الأبيض فهي تتكون من معدن واحد هو الكالسيت. ومجموعة جبال الدولوميت في شمال إيطاليا تتكون من صخور مركبة هي الأخرى من معدن الدوولوميت. وهذه الصخور تعرف باسم ((الصخور البسيطة)).
وعلم المعادن هو العلم الذي يهتم بدراسة المعادن التي توجد بحالتها الطبيعية داخل القشرة الأرضية. كما يبحث هذا العلم في خصائص المعادن ويعمل على الكشف عنهما وتحليل العينات تحليلاً دقيقاً للكشف عن تركيبها وخصائصها الطبيعية والكيميائية وغيرها …
وتتكون المعادن من عنصر كيميائي واحد هو أحد أقسام التبويب الشهير المعروف باسم ((جدول مندليف)) على أنه من النادر أن نجد أياً منهما في عزلة أو في حالة نقاء خالص. إذ غالباً ما نجدها مختلفة بعناصر أخرى من الركائز نفسها، حتى إذا عثرنا عليها نقية أو بها نسبة ضئيلة جداً من الشوائب فإننا نطلق عليها اسم ((العنصر الخالص)).
الاملاح المعدنية ذات أهمية كبيرة في نمو أنواع من خلايا جسم الإنسان، فهي تدخل في بناء العظام، وتساعد في انقباض وانبساط العضلات، وتنظيم التوازن الأزموزي داخل وخارج خلايا الجسم، وتشمل أملاح الصويوم والبوتاسيوم والماغنيسيوم والحديد والفسفور، ويحتاجها الجسم بكميات كبيرة، وهناك أملاح يحتاجها الجسم بكميات قليلة، وتشمل: النحاس، اليود، الزنك، الكوبالت، المنجنيز، الفلور، والكبريت، وتوجد في الماء وبعض الأنواع من الخضراوات والفاكهة .
وظائف الأملاح المعدنية:
تؤدي الأملاح المعدنية وظائف هامة وحيوية بالنسبة للجسم يمكن تلخيصها فيما يلي:
- تكوين العظام والاسنان: مثل كالسيوم، ماغنسيوم، فوسفور
- تدخل في تكوين الانسجة الرخوة: كالفسفور في الأنسجة العصبية والكبريت في الأنسجة العضلية
- تدخل في تكوين الهرمونات والإنزيمات والفيتامينات: وتعمل على تنشيطها، كالزنك الذي يدخل في تكوين الأنسولين والكوبالت في فيتامين ب12، والحديد في خضاب الدم
- تنظيم انتقال النبضات العصبية في الجهاز العصبي المركزي وكذلك تنظيم ضربات القلب: مثل الكالسيوم، والبوتاسيوم
- تنظيم التوازن المائي داخل وخارج خلايا الجسم فتمنع الإصابة بالجفيف: كالصوديوم والبوتاسيوم
- ضبط التوازن الحمضي والقلوي (ميزان حمضية وقلوية الدم)، الاس الهيدروجيني عند درجة مناسبة، فلا يصاب الشخص بالحموضة أو القلوية.

معادن الأملاح:
- الكالسيت: تركيبه الكيميائي هوكربونات الكالسيوم، درجة صلادته 3، كثافته النوعية 2.72غ/سم3 ، وهو عديم اللون وشفاف إذا كان أنواعه شفافية وثمناً ما يعرف (ببلورات أيسلند) وهي تستخدم في صناعة الأدوات البصرية بسبب ازدواجية انعكاساتها الضوئية، أي أنها تعطي صورتين للشيء نفسه، وهناك أنواع أخرى من الكالسيت تختلف في درجة نقاوتها، مكا توجد جبال كاملة مكونة من الكالسيت . والواقع أن الرخام البلوري كاه يتكون من حبيبات الكاليست . كذلك الامر بالنسبة إلى الأعمدة الكلسية الصاعدة والهابطة الموجودة في المغاور والكهوف الباطنية .

زمن الكربونات الأخرى المهمة مربونات المغنيزيوم وكربونات الحديد وكربونات الزنك وتمكن أهميتها في كونها مصدراً للحصول على معادنها . وهناك أسضاص كربونات النحاس وهي أحجار كريمة تستخدم في الزينة
- الكالسيت CaCo3 أكثر المعادن شيوعا في الصخور الرسوبية (صخور الحجر الجيرى) بلورات المعدن من فصيلة الثلاثى وتكون على هيئة معينى الاوجة – صلادتة 3 والانفصام كامل معينى الاوجة. الكالسيت هو المكون الاساسى لصخور الرخام المتحولة عن الحجر الجيرى بالحرارة والضغط الحيوانات البحرية وبعض الطحالب تستخدم الكالسيت في بناء هياكلها الجيرية وترسبة بعد موتها في قاع البحر ليكون صخر جيرى بة بقايا حفريات .

وفي مدينة اور في العراق وجدت بعض القوارير المصنوعة من مادة الكالسيت يعود تاريخ صناعتها إلى حوالي 3000سنة ق.م
http://sumerianshakespeare.com/117701/118001.html